# Alexander av Pfalz-Zweibrücken
Alexander av Pfalz-Zweibrücken, född 1462, död 1514, var pfalzgreve 1489–1514.
Han var och son till Ludvig I av Pfalz-Zweibrücken och Johanna av Croy. Han var gift med Margareta av Hohenlohe-Neuenstein och far till Ludvig II av Pfalz-Zweibrücken och Ruprecht av Pfalz-Veldenz.